# Liste des cours d'eau normands
Cette page comprend une liste des fleuves, rivières et autres cours d'eau normands, c'est-à-dire qui parcourent en partie ou en totalité la Normandie en France.

## Classement par ordre alphabétique
- Airon - Airou - Ajon - Allière - Ancre - Andainette - Andelle - Ante - Argonce - Arques - Aubette - Aure - Aurette - Austreberthe - Avre - Ay
- Baize - Baize - Bec - Béthune - Beuvron - Bonde - Boscq - Braize - Bresle - Brévogne - Briante - Brosse - Buternay
- Cailly - Calonne - Cambre - Cance (Orne) - Cance (Sélune) - Charentonne - Chaussey - Clérette - Colmont - Commeauche - Commerce - Corbie - Corbionne - Coudre - Couesnon - Courtonne - Crevon
- Dan - Dathée - Diane - Diélette - Dieuge - Dives - Divette (fleuve) - Divette - Doigt - Don - Dorette - Douenne - Douve - Douvette - Drochon - Drôme (affluent de l'Aure) - Drôme (affluent de la Vire) - Druance - Dun - Durdent
- Eaulne - Égrenne - Elle - Epte – Erre - Esque - Eure
- Fil de Gorges - Fouillebroc
- Gambon - Ganzeville - Gerfleur - Glanon - Gloire - Gourbe - Gronde - Guerge - Gueuche - Guiel
- Halouze - Ru du Canal ou Ravine du Hazey - Héronchelles - Hoëne - Huisne
- Iton
- Jambée - Joigne - Jouvine
- Lair - Laize - Laizon - Lembron - Lerre - Levrière - Lézarde - Lieure - Lozon
- Madeleine - Maire - Maure - Mayenne - Même - Merderet - Monne - Morelle - Muance - Mue
- Noireau
- Odon - Oir - Oison - Orbiquet - Orne - Orne saosnoise - Oudon
- Paquine - Pisse - Poult - Pré d'Auge - Provence
- Radon - Rançon - Rhin - Rieu - Risle – Robec - Rouloir - Rosière - Rouvre
- Saâne - Saigne - Sainte-Gertrude - Saire - Saffimbec - Sarthe - Sarthon - Saudre - Scie - Scye - Sébec - Sée - Sée Rousse - Seine - Sélune - Senelle - Sènène - Sennevière - Seulles - Sèves - Sienne - Sinope - Sommaire - Sonce - Souleuvre - Soulles
- Tanche - Taute - Terrette - Thar - Thérain - Thouanne - Thue - Tilleul - Tortonne - Touques - Tourville - Trainefeuille - Troesne - Tronçon - Trottebec
- Udon - Ure
- Val du Breuil - Vandre - Valmont - Vanlée - Vanne - Varenne (affluent de la Mayenne) - Varenne (affluent de l'Arques) - Vée - Venloue - Vère - Véret - Véronne - Veules - Vézone - Vie - Vienne - Viette - Vilette - Vire - Virène - Visance
- Yères - Yvie

## Classement par fleuves et bassins

### Fleuves côtiers de Haute-Normandie
Les fleuves sont classés du Tréport à l'estuaire de la Seine, les affluents de l'embouchure ou du confluent à la source.
- Bresle (67,7 km)
- Yères (39,9 km)
- Arques-Béthune (67,2 km)
  - Eaulne (45,6 km)
  - Varenne (39,9 km)
- Scie (36,7 km)
- Saâne (41 km)
  - Vienne (15 km)
- Dun (12,8 km)
- Veules (1,2 km)
- Durdent (24,4 km)
- Valmont (13,8 km)
  - Ganzeville (9,2 km)

### La Seine et ses affluents
Les affluents sont classés de l'embouchure ou du confluent à la source.
- Seine (777 km)
  - Lézarde (14,2 km)
  - Morelle (17,7 km)
  - Vilaine [1] (11,2 km)
  - Risle (144,7 km)
    - Ruisseau du Bec (8,4 km)
    - Tourville (6,6 km)
      - Sébec (10,9 km)

    - Véronne (14,2 km)
    - Corbie [2] (12,5 km)
    - Charentonne (63 km)
      - Guiel (24,4 km)

    - Sommaire (18,9 km)

  - Commerce (15,5 km)
  - Sainte-Gertrude (58,8 km)
  - Rançon (3,2 km)
  - Austreberthe (18 km)
    - Saffimbec (5,2 km)

  - Cailly (29 km)
    - Clérette (9,9 km)

  - Aubette (7,9 km)
  - Robec (9 km)
  - Oison (16 km)
  - Eure (228,5 km)
    - Iton (131,7 km)
      - Rouloir (49 km)

    - Avre (80,3 km)
      - Buternay (24,1 km)

    - Radon (km)

  - Andelle (56,8 km)
    - Lieure (15,2 km)
      - Fouillebroc (9 km)

    - Crevon (16,6 km)
    - Héronchelles (ou Héron, 13,8 km)

  - Gambon (ou Cambon, 8,4 km)
  - Ru du Canal ou Ravine du Hazey (7,4 km)
  - Epte (112,6 km)
    - Levrière (23,8 km)
      - Bonde (17,4 km)

    - Troesne (27,1 km)

  - Oise (hors Normandie)
    - Thérain (94,3 km, quelques kilomètres en Seine-Maritime)

### Fleuves côtiers de Basse-Normandie
Les fleuves sont classés de Honfleur à la Bretagne, les affluents de l'embouchure ou du confluent à la source.

#### De la Touques à la Vire
- Touques (108 km)
  - Yvie (10,5 km)
  - Calonne (35 km)
  - Chaussey (12,5 km)
  - Pré d'Auge (10 km)
  - Paquine (24,8 km)
  - Orbiquet (30 km)
    - Courtonne (17 km)
- Drochon (5,4 km)
- Dives (105 km)
  - Divette (15,4 km)
  - Ancre (17 km)
  - Muance (19 km)
  - Doigt (14,1 km, verse ses eaux dans le Grand Canal en marais de la Dives)
  - Laizon (39 km)
  - Dorette (16 km)
  - Vie (67 km)
    - Viette (20,9 km)
    - Monne (14,7 km)

  - Oudon (26 km)
  - Ante (21 km)
  - Trainefeuille (10,6 km)
- Orne (170 km)
  - Dan (20,4 km)
  - Odon (47 km)
    - Ajon (12,1 km)
    - Douvette (7,3 km)

  - Laize (32 km)
  - Noireau (43 km)
    - Vère (24,8 km)
      - Visance (11,3 km)

    - Druance (31,1 km)
    - Diane (17,6 km)
      - Jouvine (9,3 km)

  - Rouvre (42,1 km)
    - Lembron (14,4 km)
    - Val du Breuil (17,1 km)

  - Baize (26 km)
  - Maire (16 km)
  - Udon (28 km)
  - Cance (Orne) (25,5 km)
  - Baize (15,3 km)
  - Ure (30,2 km)
    - Dieuge (15,6 km)

  - Don (30 km)
  - Thouanne (18 km)
  - Sennevière (14,4 km)
- Seulles (71,8 km)
  - Mue (21,9 km)
  - Thue (12,4 km)
- Provence (6,3 km)
- Gronde (9,5 km)
- Véret (13,1 km)
- Rhin (5,7 km)[3]
- Vire (128 km)
  - Aure (82,1 km, une perte s'écoule vers une résurgence directement dans la Manche)
    - Esque (21,2 km)
    - Tortonne (18 km)
    - Drôme (57,9 km)
    - Aurette (12,3 km)

  - Elle (32 km)
    - Rieu (12,2 km)

  - Joigne (13 km)
  - Drôme (17 km)
  - Souleuvre (18,3 km)
  - Brévogne (16,6 km)
  - Allière (18 km)
  - Virène (12,8 km)
    - Dathée (14,6 km)

#### De la Douve au Couesnon
- Douve (79 km)
  - Taute (39,6 km)
    - Terrette (29,2 km)
    - Lozon (24,7 km)
      - Venloue (ou Venloue, 15 km)

  - Madeleine (7,5 km)
  - Sèves (33,3 km)
  - Merderet (36,4 km)
  - Senelle (13,7 km)
  - Fil de Gorges (appelé Gorget en amont, 15,6 km)
  - Saudre (14,2 km)
  - Scye (26,7 km)
  - Gloire (18,4 km)
- Sinope (18,2 km)
- Saire (30,6 km)
- Poult (4,6 km)
- Divette (27,6 km)
  - Trottebec (14,1 km)
- Hubiland
- Ruisseau de Sainte-Hélène
- Diélette (12,7 km)
- Gerfleur (9,8 km)
- Gris (10,4 km)
- Ay (32,6 km)
  - Brosse (14,5 km)
- Sienne (92,6 km)
  - Soulles (51,8 km)
  - Vanne (20 km)
  - Airou (30,5 km)
  - Sènène (14,2 km)
- Vanlée (16,2 km)
- Boscq (17,8 km)
- Saigne (10,9 km)
- Thar (25 km)
- Lerre (18,3 km)
- Sée (78,1 km)
  - Braize (16,3 km)
  - Glanon (12,5 km)
  - Sée Rousse (8,7 km)
- Sélune (91,4 km)
  - Oir (21 km)
  - Beuvron (30,9 km)
  - Lair (14,6 km)
  - Airon (41,8 km)
    - Cambre (15,2 km)

  - Douenne (14,2 km)
  - Argonce (15,5 km)
  - Gueuche (13,3 km)
  - Cance (19,3 km)
- Couesnon (100,8 km)
  - Guerge (25,7 km)
  - Tronçon (17,2 km)

### Bassin de la Loire
Les affluents sont classés du confluent à la source. Seuls les affluents normands sont listés.
- Maine-Mayenne (12+200 km)
  - Sarthe (313 km)
    - Huisne (161 km)
      - Même (41,5 km)
        - Coudre (12,4 km)
          - Rosière (11,9 km)

      - Erre (17,9 km)
      - Corbionne (24,8 km)
      - Jambée (24 km)
        - Commeauche (22,4 km)

      - Vilette (17,3 km)

    - Orne saosnoise (51,4 km)
    - Sarthon (25 km)
    - Briante (17 km)
    - Vézone (20 km)
      - Vandre (22 km)

    - Tanche (ou Bardelle, 18 km)
    - Hoëne (13,3 km)

  - Colmont (50 km)
  - Varenne (59,4 km)
    - Pisse (15,2 km)
    - Égrenne (35,9 km)
      - Sonce (16,9 km)

    - Andainette (12,6 km)
    - Halouze (14,7 km)

  - Vée (23,7 km)
  - Gourbe (24,4 km)
    - Maure (14,2 km)

  - Tilleul (17,4 km)